# Kralj Džon (drama)
Kralj Džon (engl. King John; pun naziv dela Život i smrt kralja Džona, engl. The Life and Death of King John) je istorijski komad Vilijama Šekspira koji na dramatičan način prikazuje vladavinu Džona, kralja Engleske, sina Henrija II i Eleonore Akvitanske. Smatra se da je napisan sredinom 1590-ih ali nije bio objavljen sve do objavljivanja Prvog folija 1623. godine.

## Pozorišno igranje i filmske adaptacije
Nisu sačuvani podaci kada je predstava prvi put odigrana. Prvi sačuvani dokumenti odnose se na predstavu koja je 1737. godine igrana u Kraljevskom pozorištu Druri Lejn. U periodu Jakobitskog ustanaka 1745. godine, urađena je još jedna adaptacija u režiji Dejvida Garikai i Kolej Kibert u koprodukciji Pozorišta Druri Lejn i Kraljevske opere. Producent  Čarls Kemberl je u svom komadu iz 1823. godine, uložio je velike napore kako bi prikazao istorijsku tačnost i tradiciju XIX veka Šekspirovog dela. Ostale uspešne produkcije bile su adaptacije Vilijama Čarlsa Mekredija iz 1842. i Čarlsa Kena iz 1846. godine. Tokom XX veka, Šekspirova dela su ponovo vraćena na pozorišnu scenu. Godine 1915. Kralj Džon igran je na Brodveju.
U viktorijansko doba, Kralj Džon je bio jedan on od Šekspirovih najčešće igranih komada, delimično i zbog toga što su spletke i dramski zapleti iz komada bili odgovarajući viktorijanskoj publici. Međutim, nakon ovog perioda, predstavi je naglo opala popularnosti i to je rezultiralo da je Kralj Džon jedno od najmanje poznato Šekspirovo delo. Na Brodveju je počekom XX veka bilo samo četiri prikazivanja. Osnivanjem Šekspirovog festivala u Stratfordu, komad se ponovo vratio na scenu gde je od 1953. do 2014. odigran pet puta. 
Godine 1899. snimljen je nemi film koji se zasniva na pozorišnoj predstavi. Kratak film bazira se na smrti Kralja Džona i obrađuje peti čin predstave. Ovo je ujedno i najstarije sačuvana filmska adaptacija nekog Šekspirovog dela. Predstava je još dva puta adaptirana za televizijsku ekranizaciju 1951. i 1984. godine u okviru BBC serijala posvećenom Šekspiru.

## Vreme i tekst
Tačan datum kompozicije nije poznat ali smatra se da je Kralj Džon napisan oko 1587. godine, u periodu objavljivanja drugog izdanja Holingsonove hronologije na kojoj je Šekspir radio. Urednici edicije „The Oxford Shakespeare” izneli su zaključke da se u predstavi učestalo koristi redak vokabular, da se upotrebljavaju kolokvijalizmi u stihovima i da delo ima retko rimovanje.  Autori ove edicije smatraju da je delo nastalo 1596. godine, nakon Ričarda II i pre Henrija IV, deo I.
Kralj Džon je jedno od dve Šekspirove drame koje su u celosti napisane u stihu. Druga drama je Ričard II.

## Sinopsis
Mesto dešavanja radnje: Engleska i Francuska.
Kralj Džon prima francuskog ambasadora koji, uz pretnju ratom, zahteva da se kralj odrekne prestola u korist svog nećaka Artura, za kojeg francuski kralj Filip smatra da je zakonski naslednik prestola. 
Džon rešava spor o nasleđivanju između Roberta Fokanbridža i Filipa Kopilana, tokom kojeg postaje očigledno da je Filip nezakonit sin kralja Ričarda I. Kraljica Elinora, majka kralja Džona prepoznaje sličnosti između Ričarda i Filipa i zagovara da se Filip odrekne zemlje Fokanbridž u zamenu za viteško mesto. 
U Francuskoj, kralj Filip i njegove snage opkoljavaju grad Anžer koji se nalazi pod engleskom upravom i preti napadom ukoliko građani ne podrže Artura. Filipa podržava vojvoda od Austrije za kojeg se veruje da je ubio kralja Ričarda. Engleska vojska stiče i Elinora pregovara sa Arturovom majkom. Kraljevi Filip i Džon iznose svoje zahteve pred građane Anžera, ali gradski predstavnici iznose stav da će podržati zakonitog kralja ma ko god on bio.
Francuska i engleska vojska se sukobljavaju, ali ni jedna strana ne pobeđuje. Obe vojske šalju svoje glasnike da proglase pobedu, ali stanovnici Anžera i dalje odbijaju da priznaju pravo ni jednom kralju jer ni jedna vojska nije pobedila. 
Kardinal Piter iz Pomfrita  donosi poruku iz Rima gde optužuje Džona i govori mu da nema podršku pape. Džon odbija da se povuče sa prestola. Piter obećava svoju podršku Luju. Piter naglašava da je Filipova veza sa crkvom jača i čvršća.

## Lica
| Uloga                                   | Opis                                   |
| --------------------------------------- | -------------------------------------- |
| KRALj DžON                              | kralj Engleske                         |
| PRINC HENRI                             | kraljev sin                            |
| ARTUR                                   | vojvoda od Bretanje, kraljev sinovac   |
| GROF OD PEMBRUKA                        |                                        |
| GROF OD ESEKSAv vrhovni sudija Engleske |                                        |
| GROF OD SOLZBERIJA                      |                                        |
| LORD BIGOT                              |                                        |
| HUBERT DE BURG                          |                                        |
| ROBERT FOKANBRIDž                       | sin ser Roberta Fokanbridža            |
| FIIP KOPILAN                            | njegovpolubrat                         |
| DžEMS GARNI                             | sluga ledi Fokanbridž                  |
| PITER IZ POMFRITA                       | prorok                                 |
| FILIP                                   | kralj Francuske                        |
| LUJ                                     | dofen                                  |
| LIMOŽ                                   | vojvoda od Austrije                    |
| KARDINAL PANDULF                        | papin zaslanik                         |
| MELEN                                   | francuski lord                         |
| ŠATIJON                                 | francuski ambasador na engleskom dvoru |
| KRALjICA ELINORA                        | majka ralja Džona                      |
| KONSTANCA                               | Arturova majka                         |
| BLANKA                                  | sestričinakrcdjaDžona                  |
| LEDI FOKANBRIDž                         |                                        |
| LORDOVI, GRADANI                        |                                        |
| ANŽERA, ŠERIF, GLASNICI,                |                                        |
| OFICIRI, VOJNICI, PRATIOCI              |                                        |

## Napomene
1. ↑  Alexander (1929),[11] [12] [13]

## Literatura
- Alexander, Peter (1929). Shakespeare's "Henry VI" and "Richard III". Cambridge.
- Alexander, Peter (1961). Shakespeare's Life and Art. New York University Press.
- Dickson, Andrew (2009).  Staines, Joe, ур. The rough guide to Shakespeare. Rough Guides (2nd изд.). London. ISBN 978-1-85828-443-9.
- Jowett, John; Montgomery, William; Taylor, Gary; Wells, Stanley, ур. (2005) [1986]. The Oxford Shakespeare: The Complete Works (2nd изд.). New York: Oxford University Press. ISBN 0-19-926718-9.
- Holderness, Graham; McCullough, Christopher (2002) [1986]. „Shakespeare on the Screen: A Selective Filmography”.  Ур.: Wells, Stanley. Shakespeare Survey. 39. Cambridge University Press. ISBN 0-521-52377-X.
- Honigmann, E. A. J. (1983) [1982]. Shakespeare's Impact on his Contemporaries. Hong Kong: The Macmillan Press Ltd. ISBN 0-333-26938-1.
- Hunter, G. K. (1997). English Drama 1586–1642: the age of Shakespeare. The Oxford history of English Literature. Oxford: Clarendon Press. ISBN 0-19-812213-6.
- McMillin, Scott; MacLean, Sally-Beth (1999) [1998]. The Queen's Men and their plays. Cambridge University Press. ISBN 0-521-59427-8.
- Muir, Kenneth (1977). The Sources of Shakespeare's Plays. London: Methuen & Co Ltd. ISBN 0-416-56270-1.
- Shakespeare, William (1965) [1954].  Honigmann, E. A. J., ур. King John. Welwyn Garden City: Methuen & Co Ltd.
- Shakespeare, William (1990).  Beaurline, L. A., ур. King John (The New Cambridge Shakespeare). Cambridge University Press. ISBN 978-0-521-29387-7.
- Shakespeare, William (2008) [1989].  Braunmuller, A. R., ур. The life and death of King John. Oxford World's Classics. New York: Oxford University Press. ISBN 978-0-19-953714-3.
- Tillyard, E. M. W. (1956) [1944]. Shakespeare's History Plays. London: Chatto & Windus.
- Wells, Stanley; Taylor, Gary; Jowett, John; Montgomery, William (1987). William Shakespeare: a textual companion. New York: Oxford University Press. ISBN 0-19-812914-9.

## Spoljašnje veze
- King John на пројекту Гутенберг
- Complete Text of King John at MIT
- The life and death of King John – HTML version of this title.
- King John public domain audiobook at LibriVox